# تالار شهر لیون

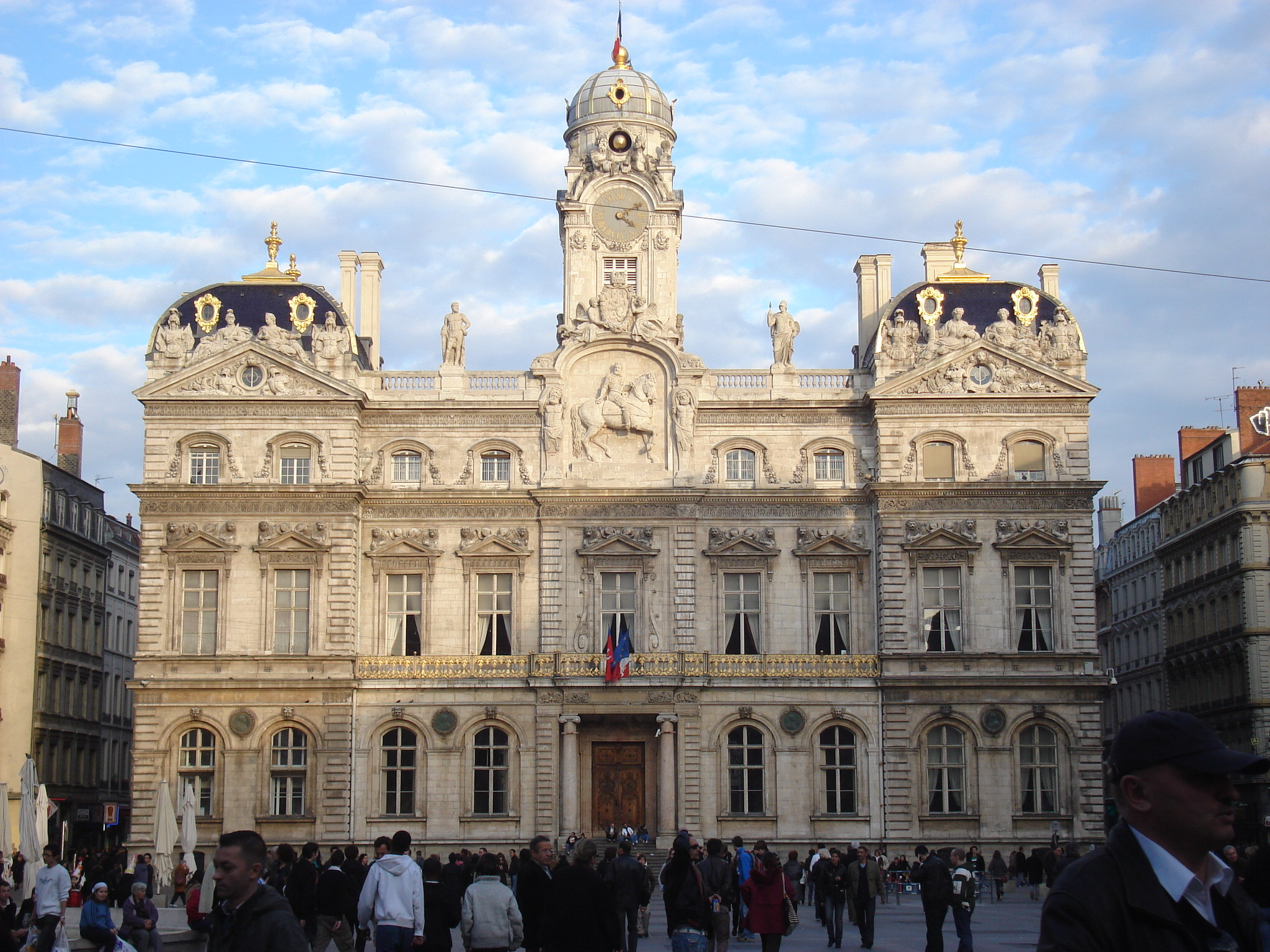
تالار شهر لیون

تالار شهر لیون (انگلیسی: Hôtel de Ville, Lyon) یک ساختمان در میدان پلس ده ترو است که از سال ۱۶۴۶ تا ۱۶۷۲ میلادی با معماری باروک ساخته شده. این بنا به‌عنوان بخشی از منطقه تاریخی لیون در فهرست جهانی یونسکو ثبت شده‌است.

## نگارخانه

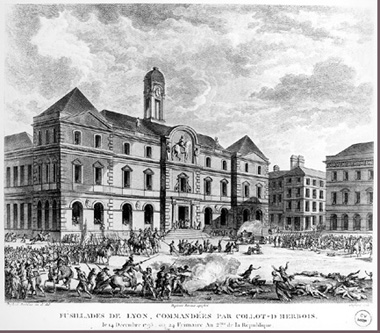
تالار شهر در زمان محاصره لیون
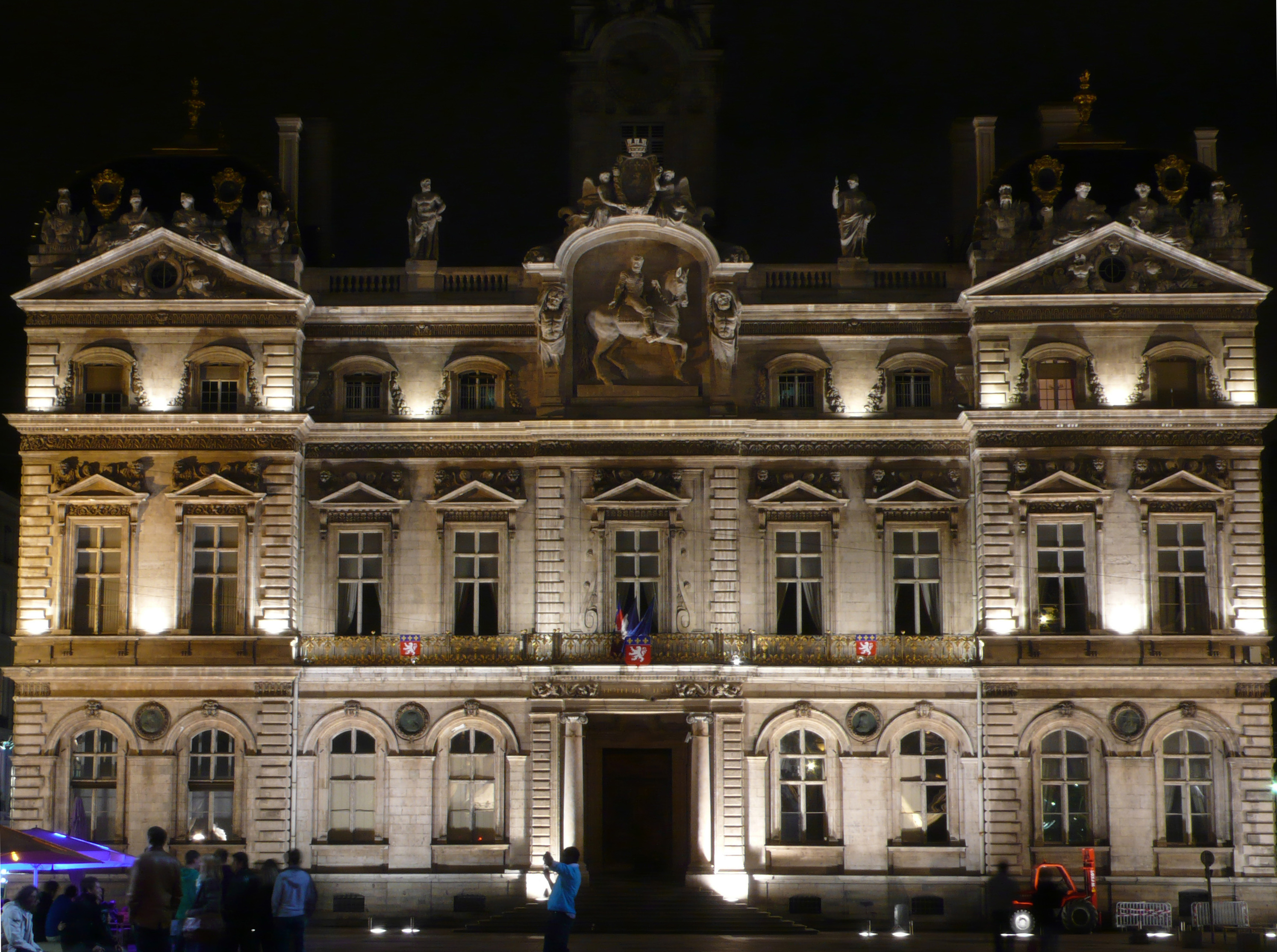
نمای نورانی، در شب
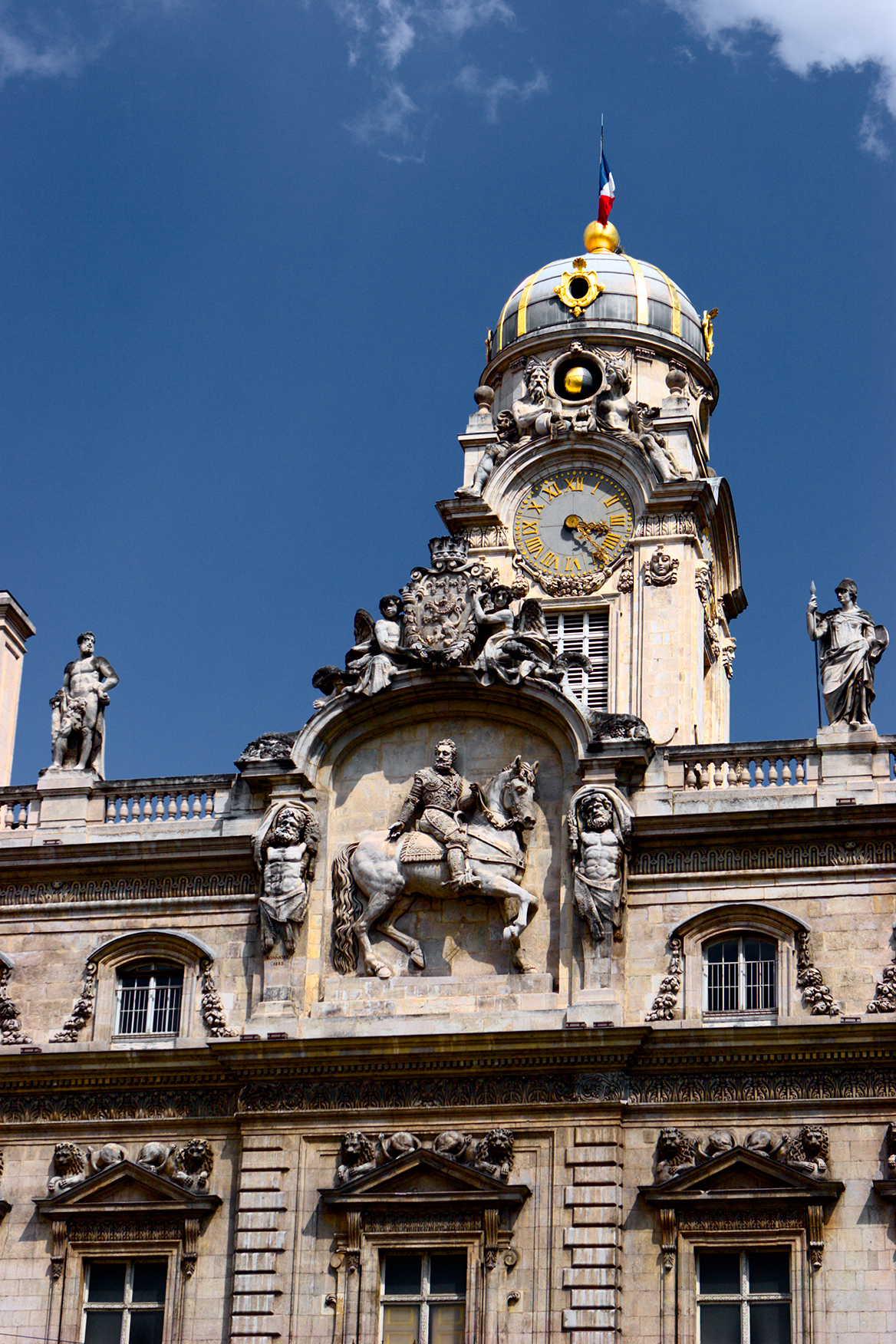
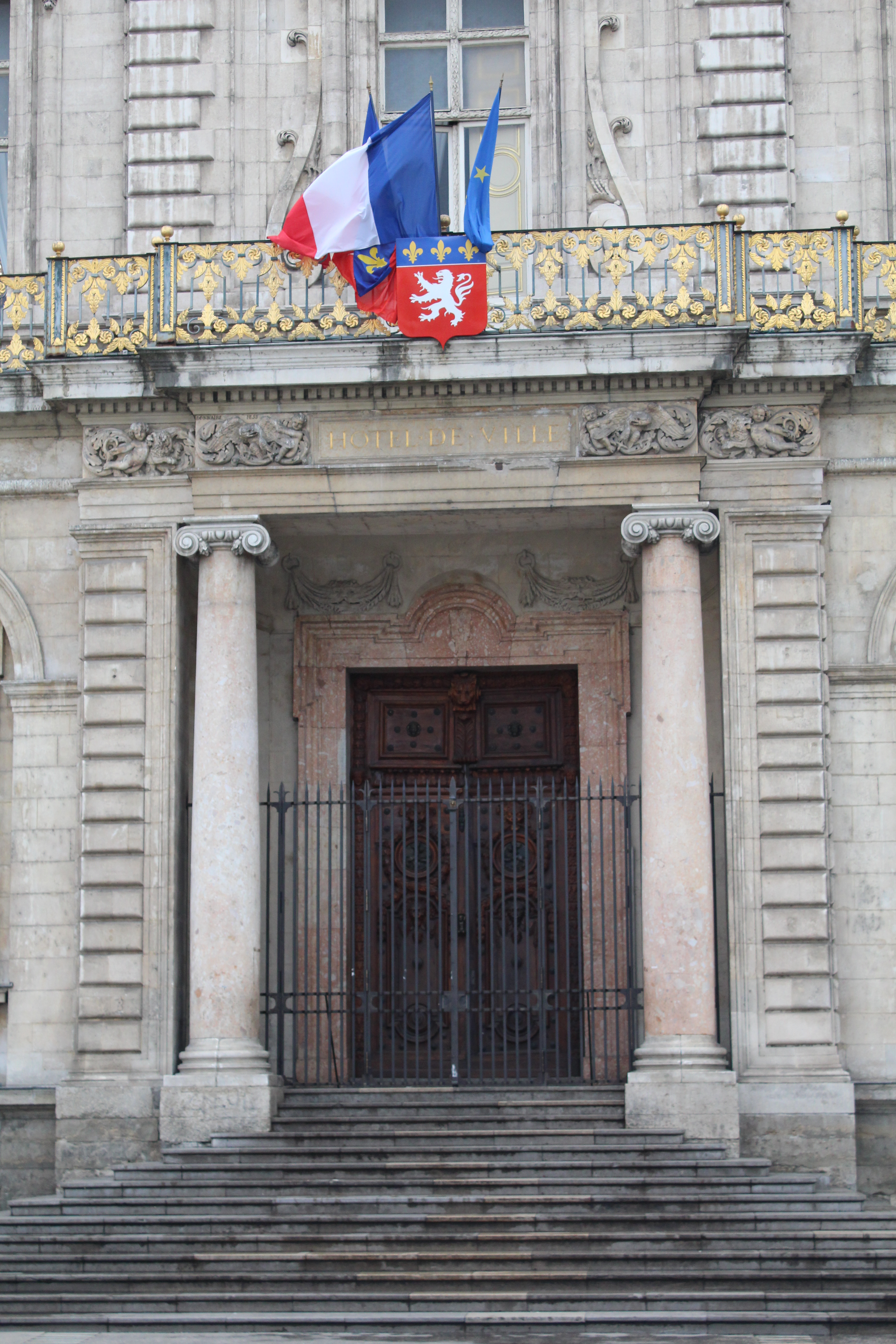
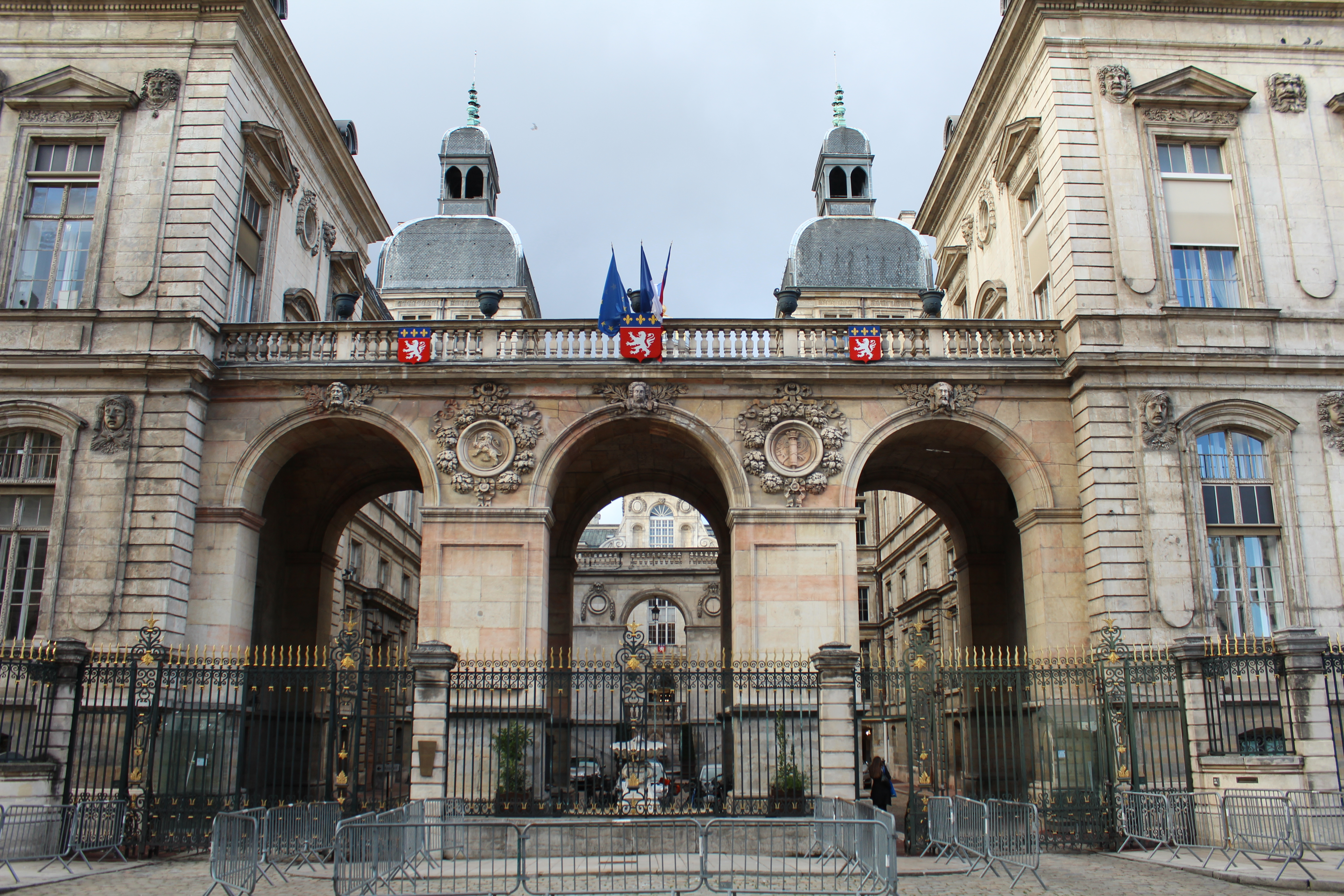
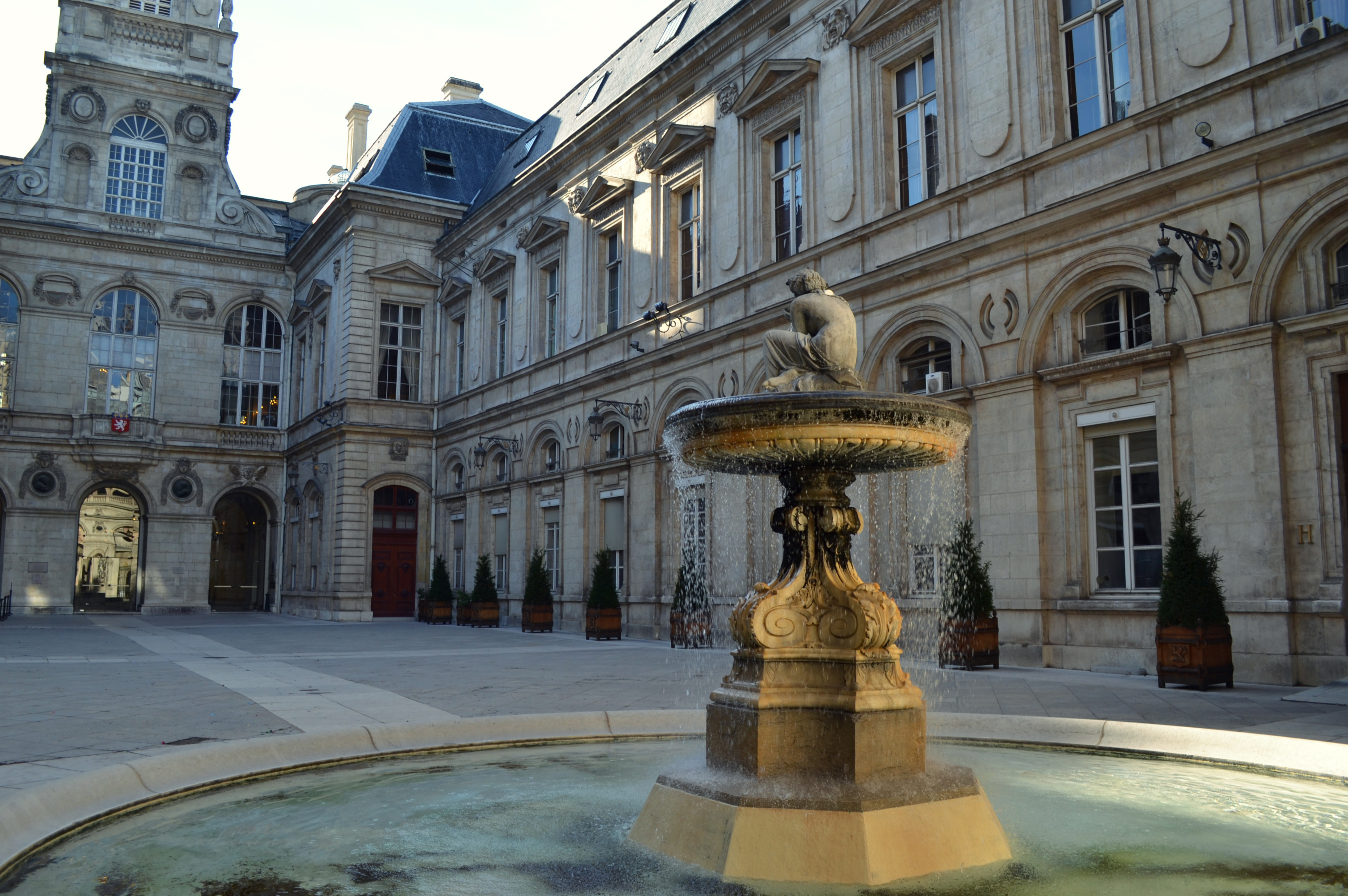
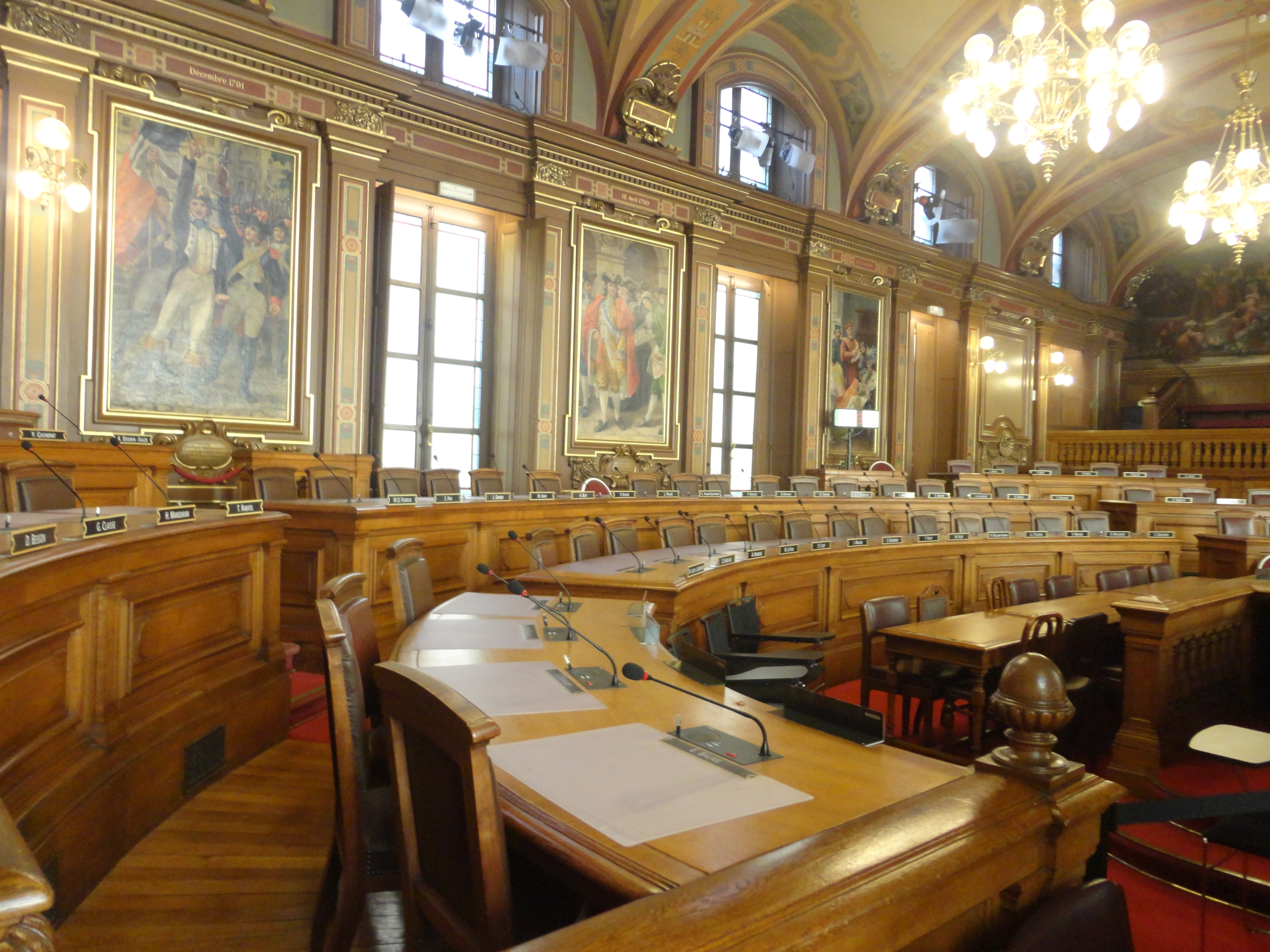
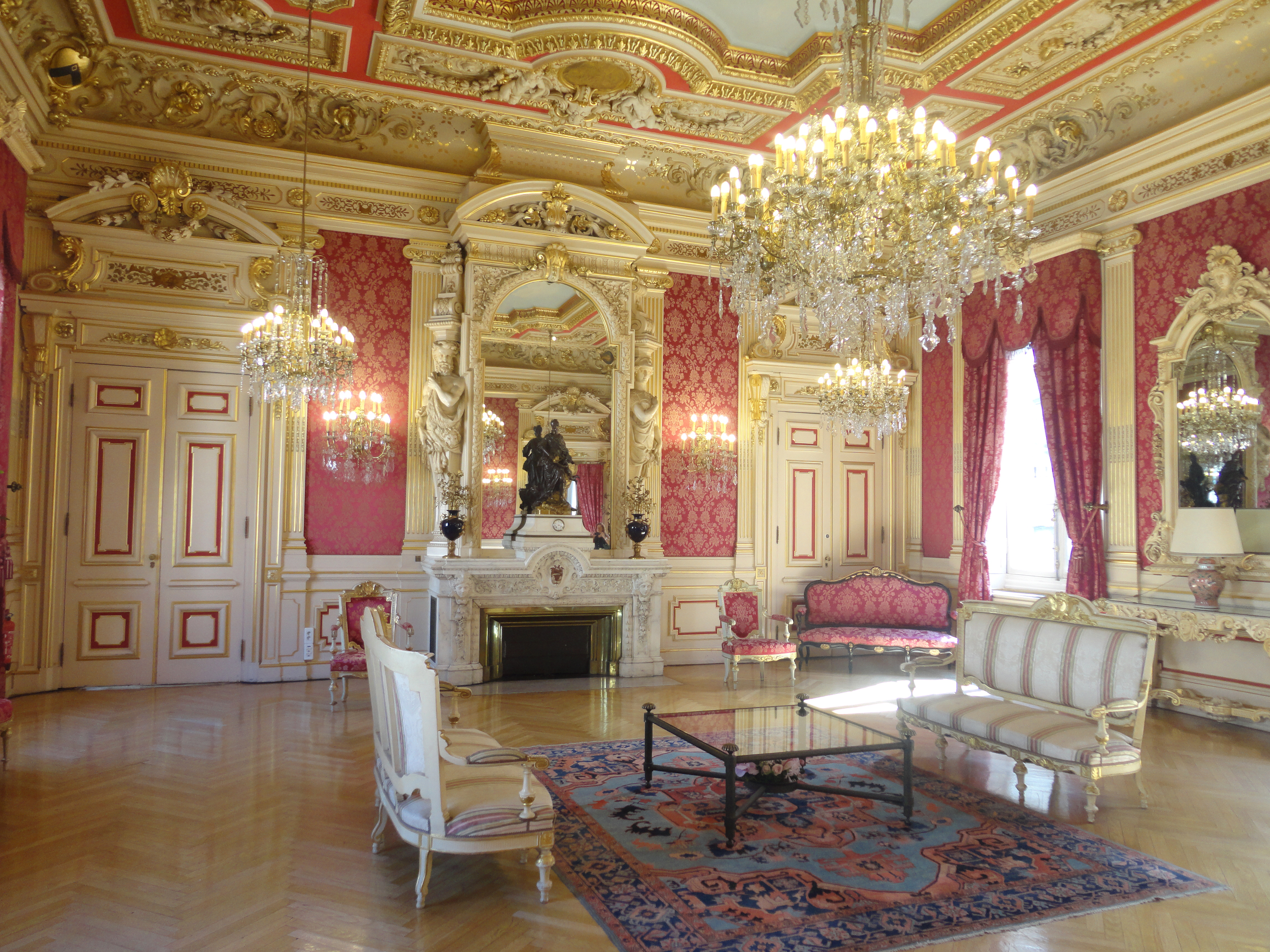
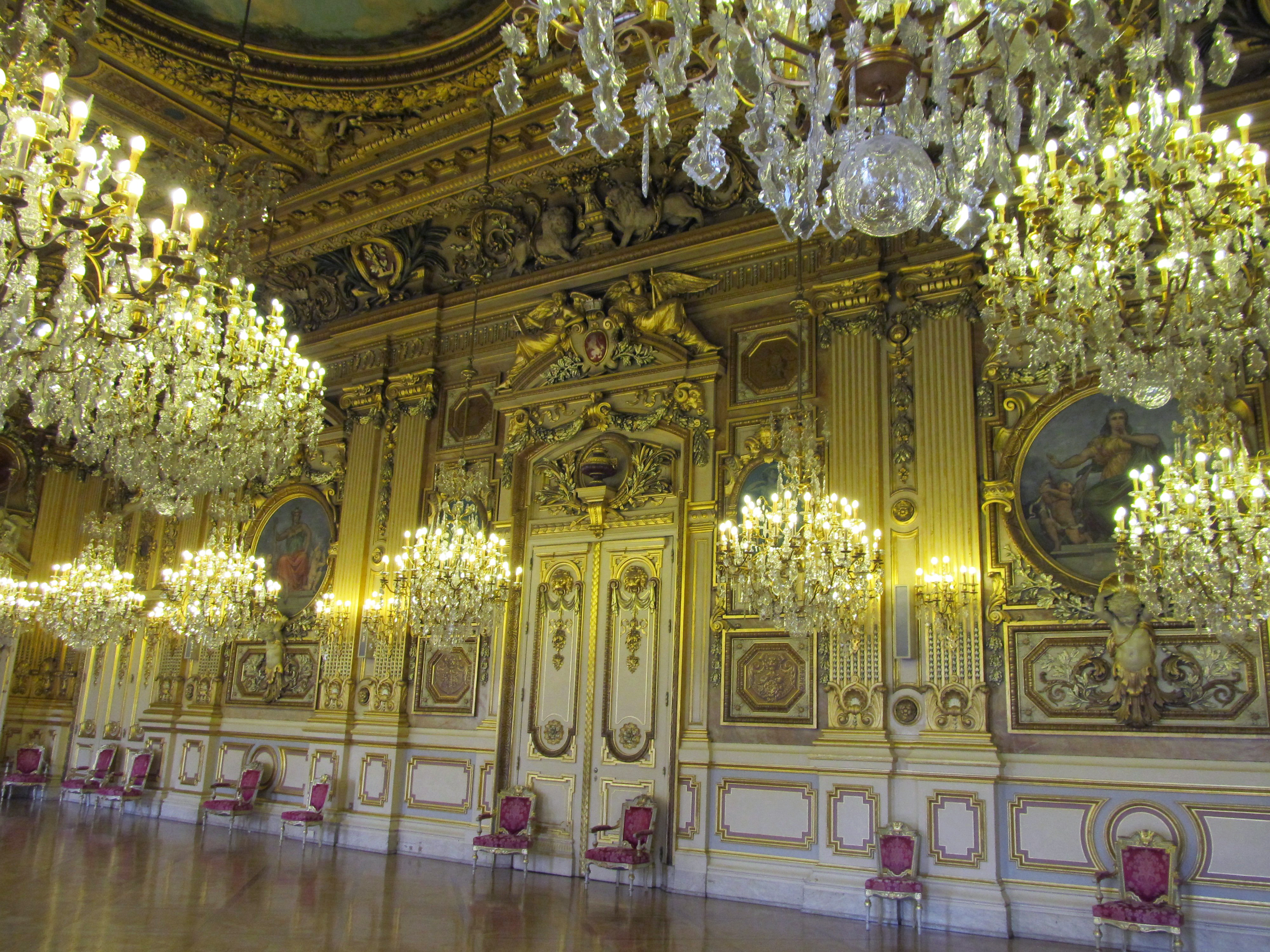